# عذراء لوس ريميديوس

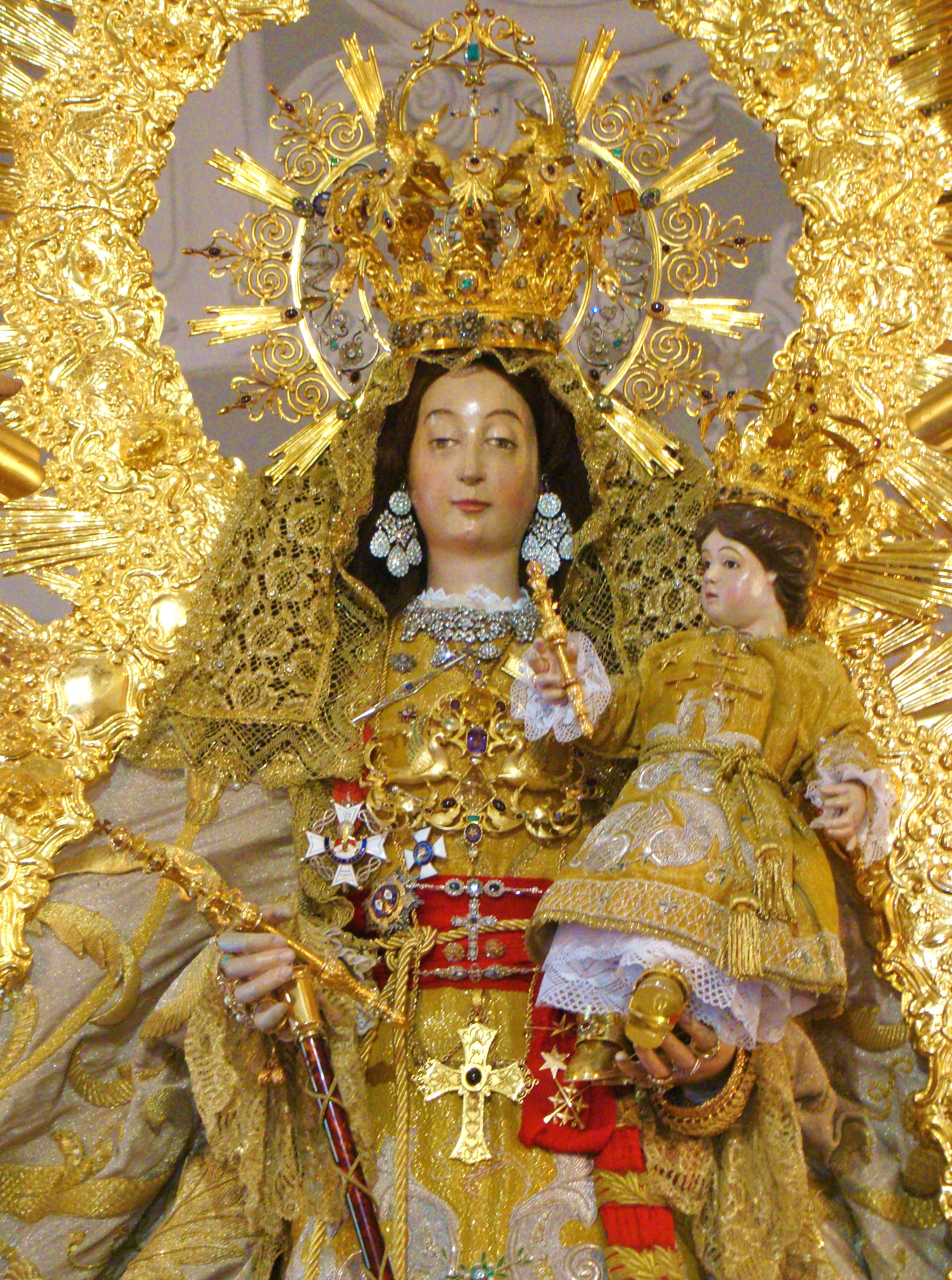
عذراء لوس ريميديوس ، فريجينال دي لا سييرا ، بطليوس ، إسبانيا

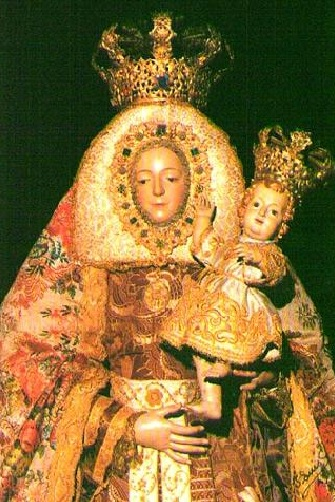
عذراء لوس ريميديوس ، شفيعة أبرشية الروم الكاثوليك في سان كريستوبال دي لا لاغونا (تينيريفي ، إسبانيا).

عذراء لوس ريميديوس (بالإسبانية: La Virgen de los Remedios)‏ (بالبرتغالية: Nossa Senhora dos Remédios‏) ، (بالإسبانية: Nuestra Señora de los Remedios)‏ هو لقب لمريم العذراء استُحدث من قبل الآباء الثالوثيين في أواخر القرن الثاني عشر وأصبح له ارتباط بسقوط الأندلس ولا يزال كذلك حتى اليوم . في القرن الثالث عشر انتشر اللقب إلى أجزاء أخرى من أوروبا. وعندما بدأت إسبانيا في استكشاف وغزو الأمريكتين ، كان هذا اللقب المفضل لدى الإسبان ولا يزال لقبا شعبيًا مشهورا في إسبانيا وأمريكا اللاتينية.

## إسبانيا
عذراء لوس ريميديوس هي شفيعة أبرشية الروم الكاثوليك في سان كريستوبال دي لا لاغونا ، وجزيرة تينيريفي ، ومدينة كالي ، كولومبيا .